# Mahatch Fighting Championship
Mahatch Fighting Championship (Mahatch FC, Mahatch, Махач) — украинская спортивная организация, базировавшаяся в Киеве. Основана в ноябре 2020 года, официальный анонс лиги состоялся 11 декабря 2020 года выпуском тизера на одноимённом Ютуб канале. Mahatch являлась первой в Украине спортивной организацией, специализирующейся на проведении боёв на голых кулаках. Была закрыта в марте 2022 года в связи санкциями против главного спонсора лиги — букмекерской конторы Pari Match. Спустя полтора года бывшими функционерами Mahatch FC была создана новая кулачная лига — Klan FC.

## История
В ноябре 2020 года Андреем Лимонтовым совместно с партнёрами была организована первая украинская кулачная организация. Вдохновившись успехами российской лиги Top Dog FC, Махач приняли решение создать организацию со схожим стилем. 
Первый турнир Mahatch прошёл в ноябре 2020 года, но презентация организации состоялась 11 декабря 2020 года. Первые четыре турнира прошли в зале PM Fight Academy — главного партнёра и спонсора лиги Махач, букмекерской компании Pari Match.
Пятый турнир уже прошёл на арене Freedom Hall, в Киеве, с вместимостью около 700 зрителей.
К 6-му турниру Махач провели турнир в Киевском Дворце спорта, который возглавлял 5-и раундовый поединок между Артёмом Лобовым и Денисом Беринчиком. Данное спортивное событие стало самым крупным в мире кулачного спорта. Турнир также транслировалось по системе платных трансляций (ppv), стриминговым сервисом Megogo, став первым платным спортивным событием в Украине (прим. Первым ppv событием на украинском рынке стал боксёрский поединок Александра Усика и Дерека Чисоры, но сам бой проходил не в Украине, в отличие от турнира Mahatch FC 6). В соглавном бою встретились  Валерий Выгонский и Абубакар Сулейманов, который был первым чемпионом российской лиги Hardcore FC,  и подписал контракт с лигой Махач.
В сентябре 2021 года Махач подписали ещё одного звёздного бойца кулачного спорта - Гаджи «Автомата» Наврузова.
9-й турнир прошел в феврале 2022 года, где организация презентовала первые чемпионские пояса. Состоялись 3 чемпионских поединка, финал гран- при тяжелого веса и 2-й бой Гаджи «Автомата» Наврузова против Замига Атакишиева
По состоянию на февраль 2022 организация провела 9 турниров. Гостями/комментаторами поединков были: Артем Лобов, Игорь Вовчанчин, Александр Захожий, Сергей Деревянченко, Ярослав Амосов, Киевстонер и другие известные спортсмены и личности. Главным судьей до 6-го сезона, включительно был - Вячеслав Сенченко.

## Закрытие
В марте 2022 года Главный спонсор и совладелец лиги — букмекерская контора Pari Match приостановила свою деятельность на территории Украины в связи с выдвинутыми обвинениями от властей в связях букмекерской конторы с Российской Федерацией. Осенью 2023 года на фундаменте лиги MAHATCH FC бывшими функционерами этой организации была создана новая кулачная лига в Украине — KLAN FC.
Менее чем за полтора года существования лиги, провела 9 турниров на голых кулаках, в которых состоялось 237 поединков, что стало самым динамичным показателем среди всех кулачных лиг постсоветского пространства.

## Особенности организации
Бои проходят на ринге круглой формы, диаметром 6 метров. Ограждение ринга выполнено из мешков с опилками. В 9-м сезоне бои проходили в шестиугольном ринге. Бойцы выступают в джинсах, а не в шортах, как в боксе или смешанных боевых искусствах. 
С третьего турнира (сезона) Mahatch FC запустили 3 гран-при в весовых категориях: от 55 до 70 кг; от 70 до 90 кг, главная весовая категория, победитель которой получит Автомобиль Toyota Camry; свыше 90 кг.

### Весовые категории
По состоянию на ноябрь 2021 Mahatch насчитывает 9 весовых категорий:
- Легчайший вес — 55-60 кг;
- Легкий вес — 60-65 кг;
- Первый полусредний вес — 65-70 кг;
- Полусредний вес — 70-75 кг;
- Средний вес — 75-80 кг;
- Первый полутяжелый вес — 80-85 кг;
- Полутяжёлый вес — 85-90 кг;
- Тяжелый вес — 90-110 кг;
- Супер тяжёлый — свыше 110 кг.

Взвешивание бойцов обычно происходит не позднее, чем за 24 часа до начала боёв. Точное время начала взвешивания устанавливается организацией за неделю до проведения турнира Отклонение свыше указанного предела считается не соответствием заявленной весовой категории.

### Правила ведения боёв
Правила боя Mahatch частично позаимствованы из правил американской лиги кулачных боёв Bare Knuckle Fighting Championship:
- Бой проходит без перчаток;
- Допускаются удары из клинча;
- 3 раунда по 2 минуты (чемпионский бой 5 раундов по 2 минуты);
- После нокдауна у бойца есть 10 секунд, чтобы подняться;
- Никакой борьбы в партере, ударов ногами и локтями;
- Бэкфист (удар, подразумевающий вращение) разрешён;
- Ничья возможна.

## Галерея

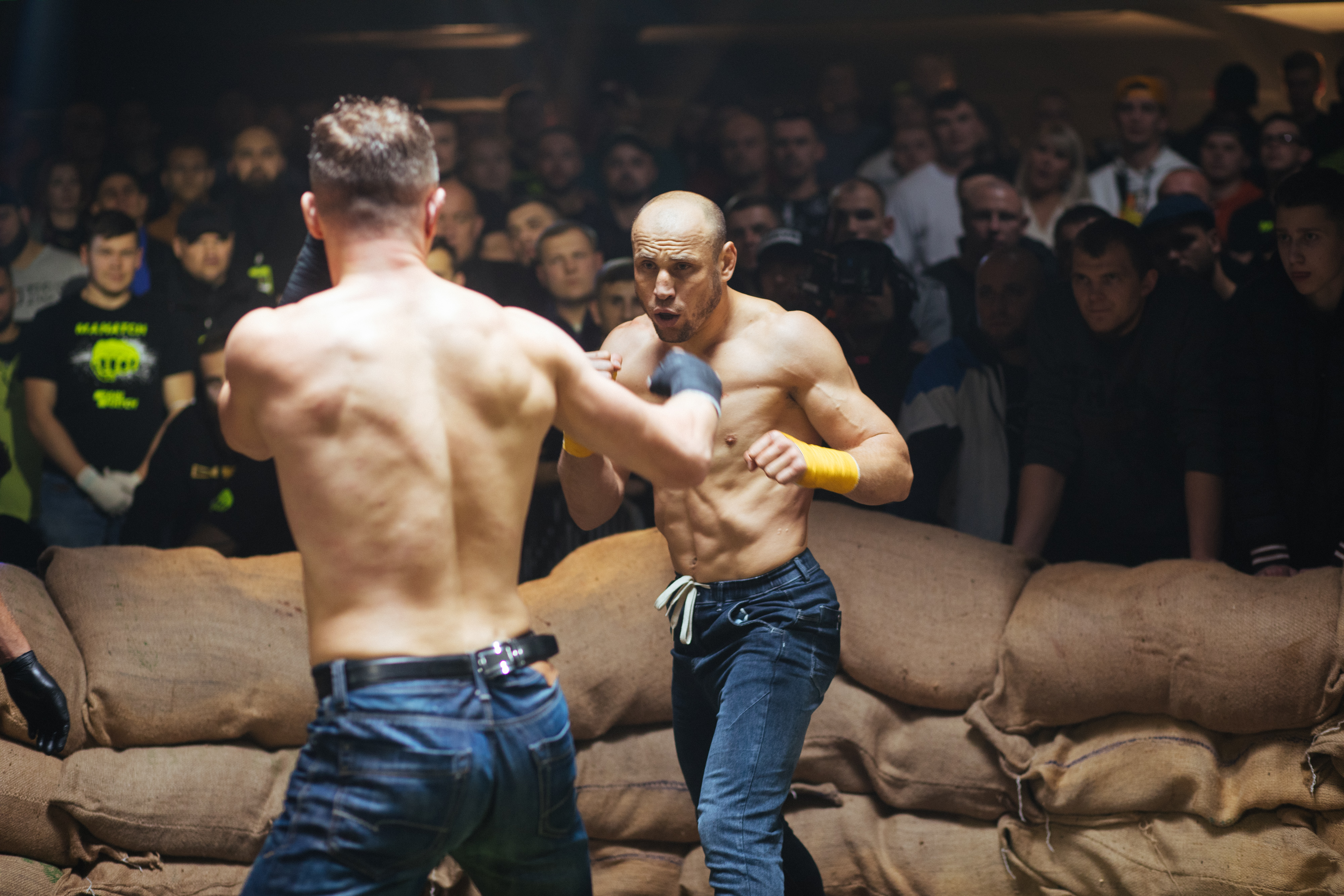
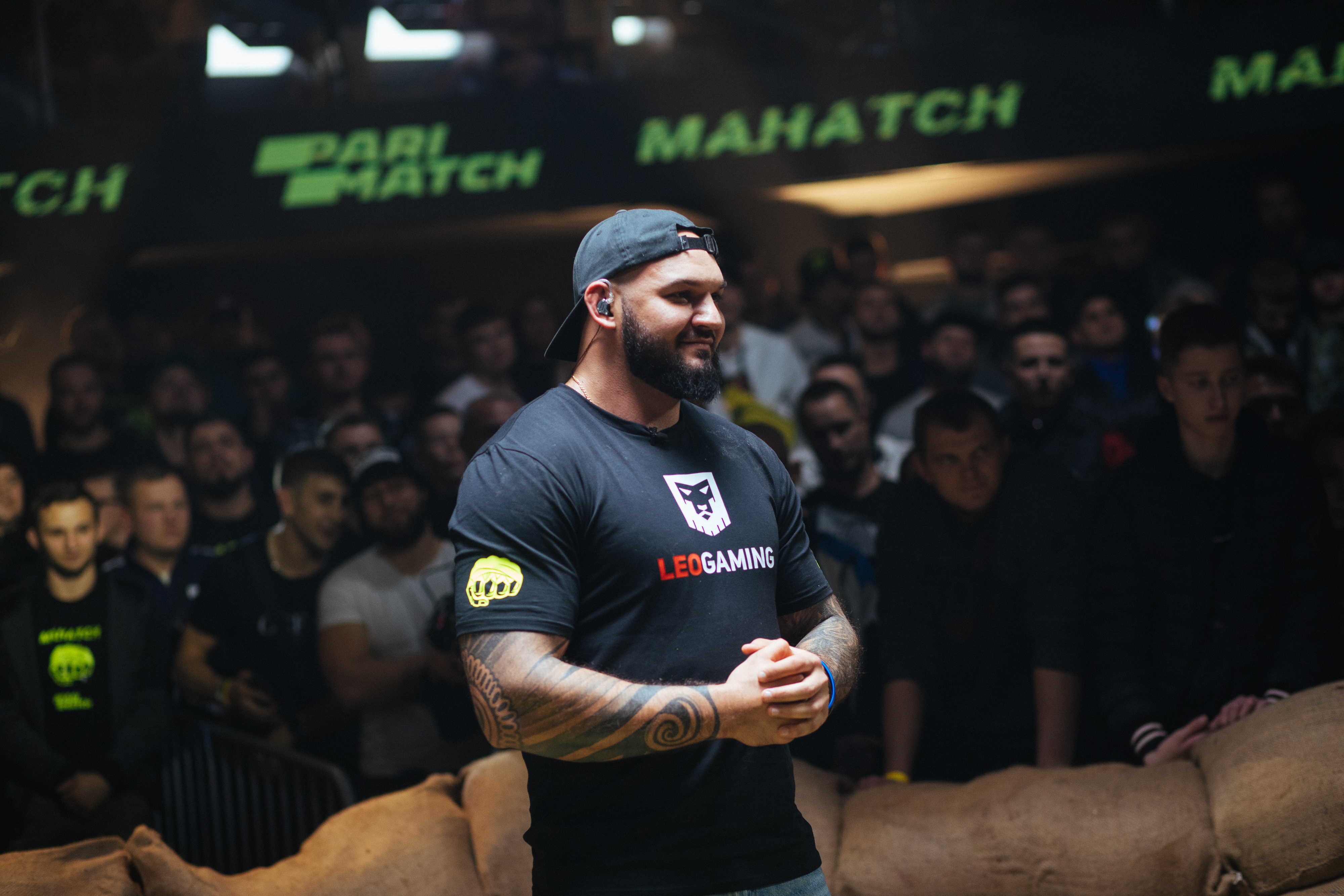
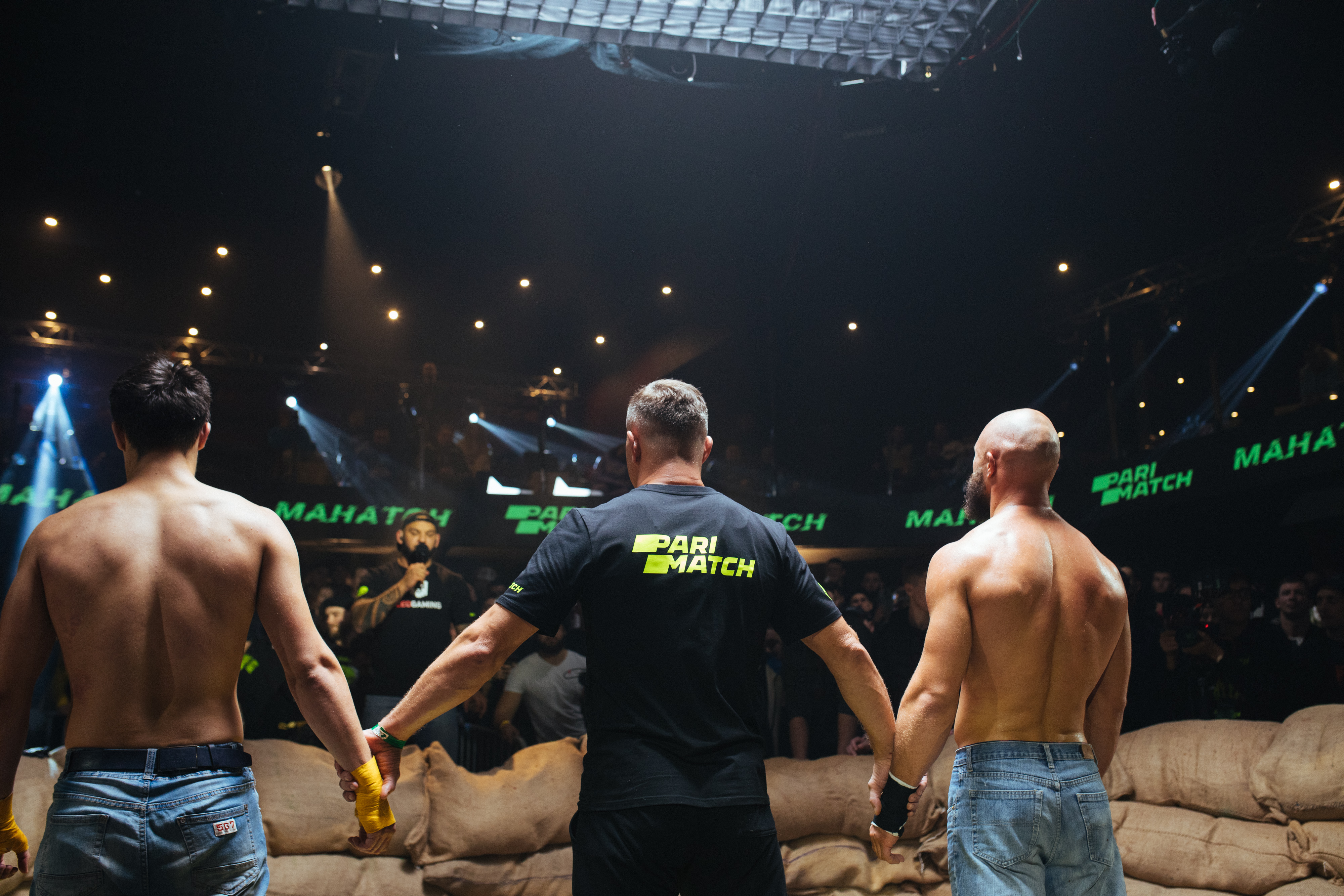
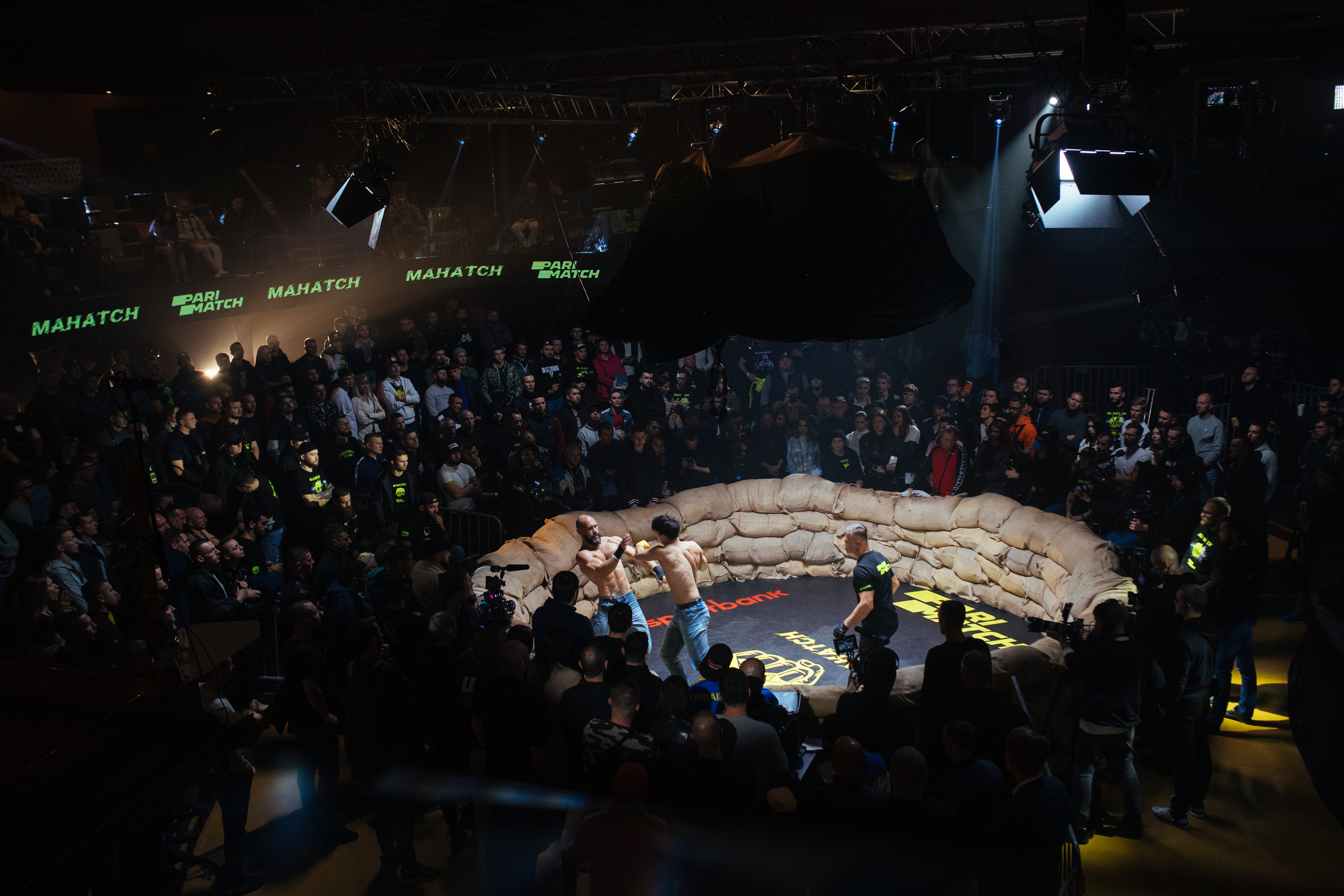
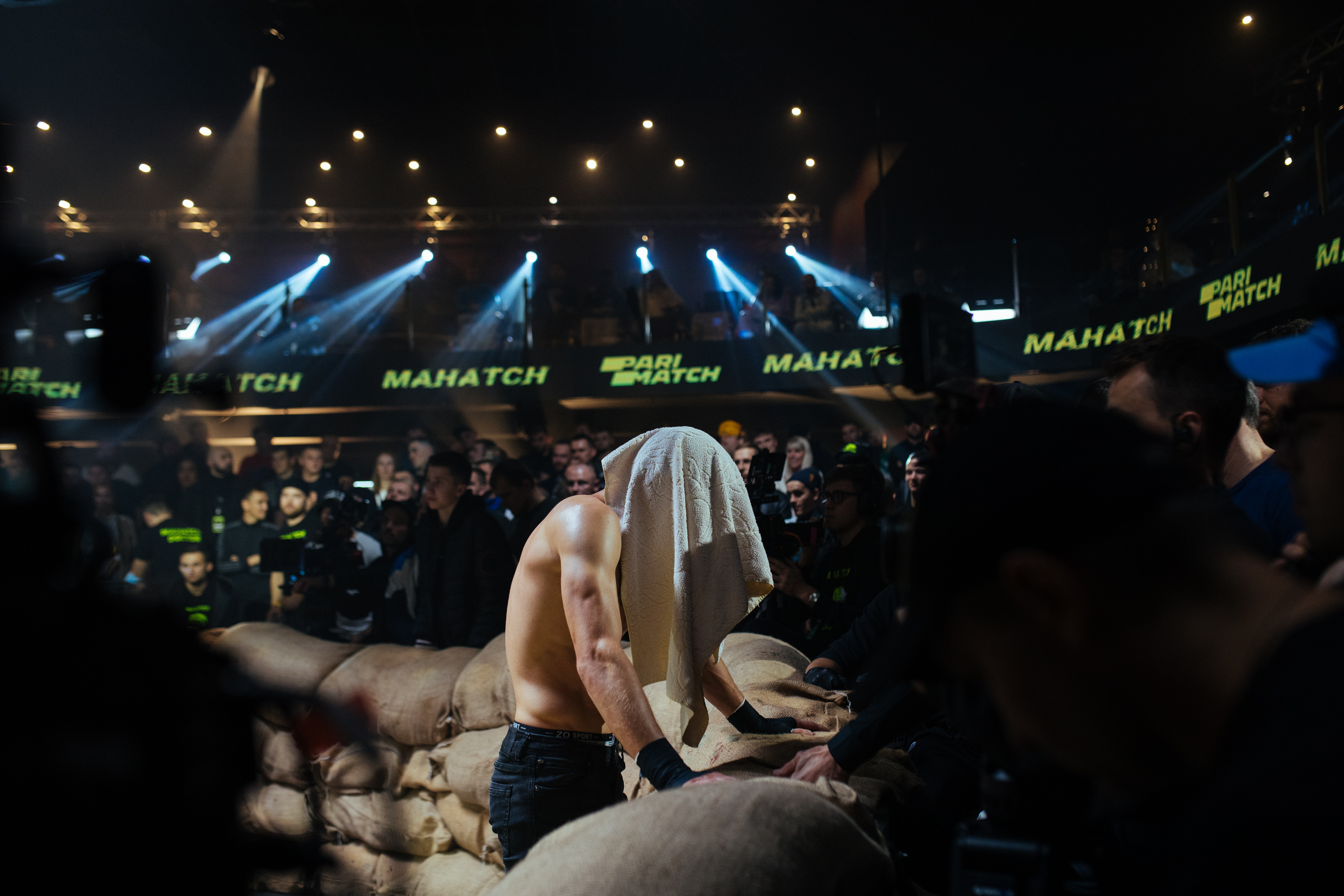
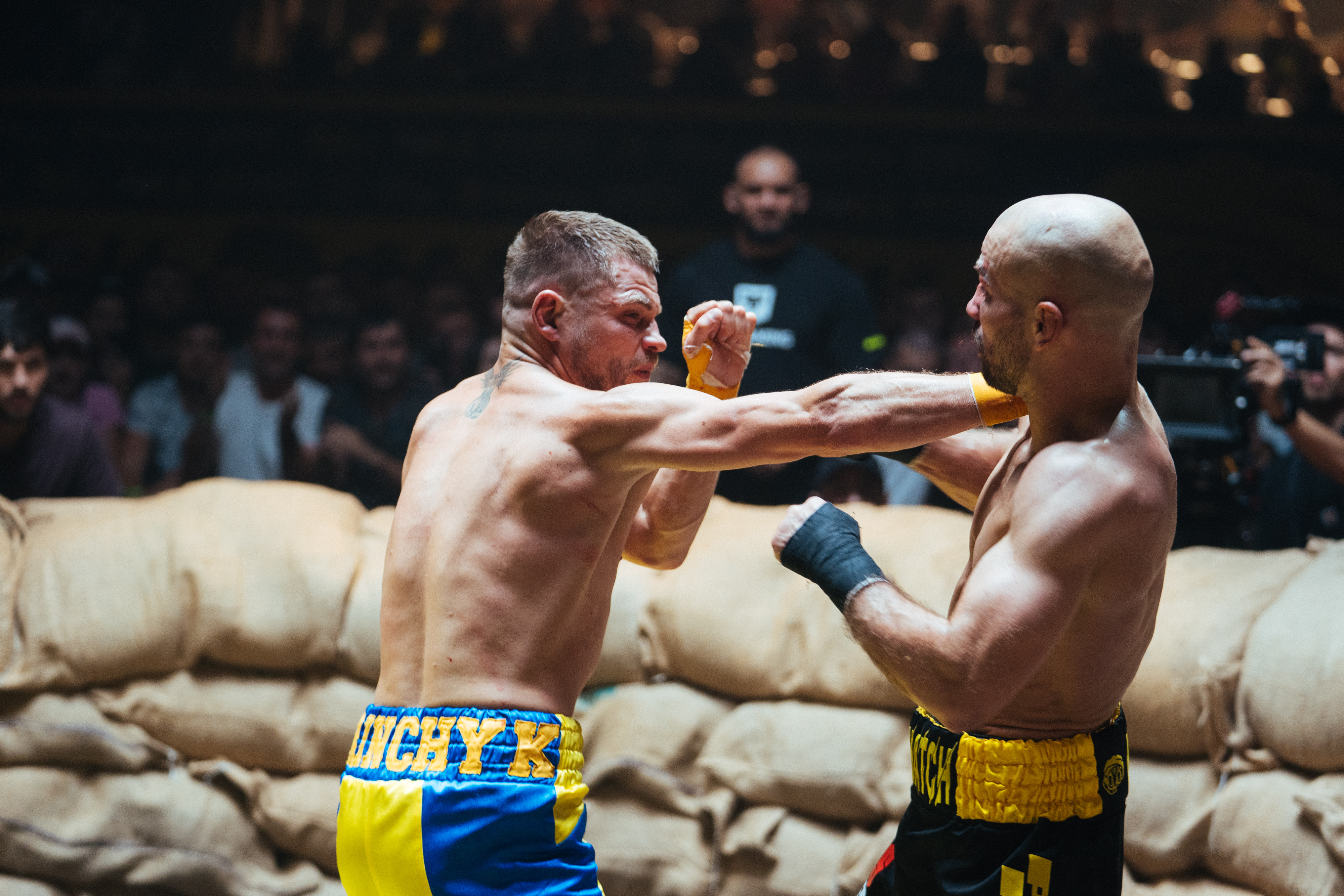
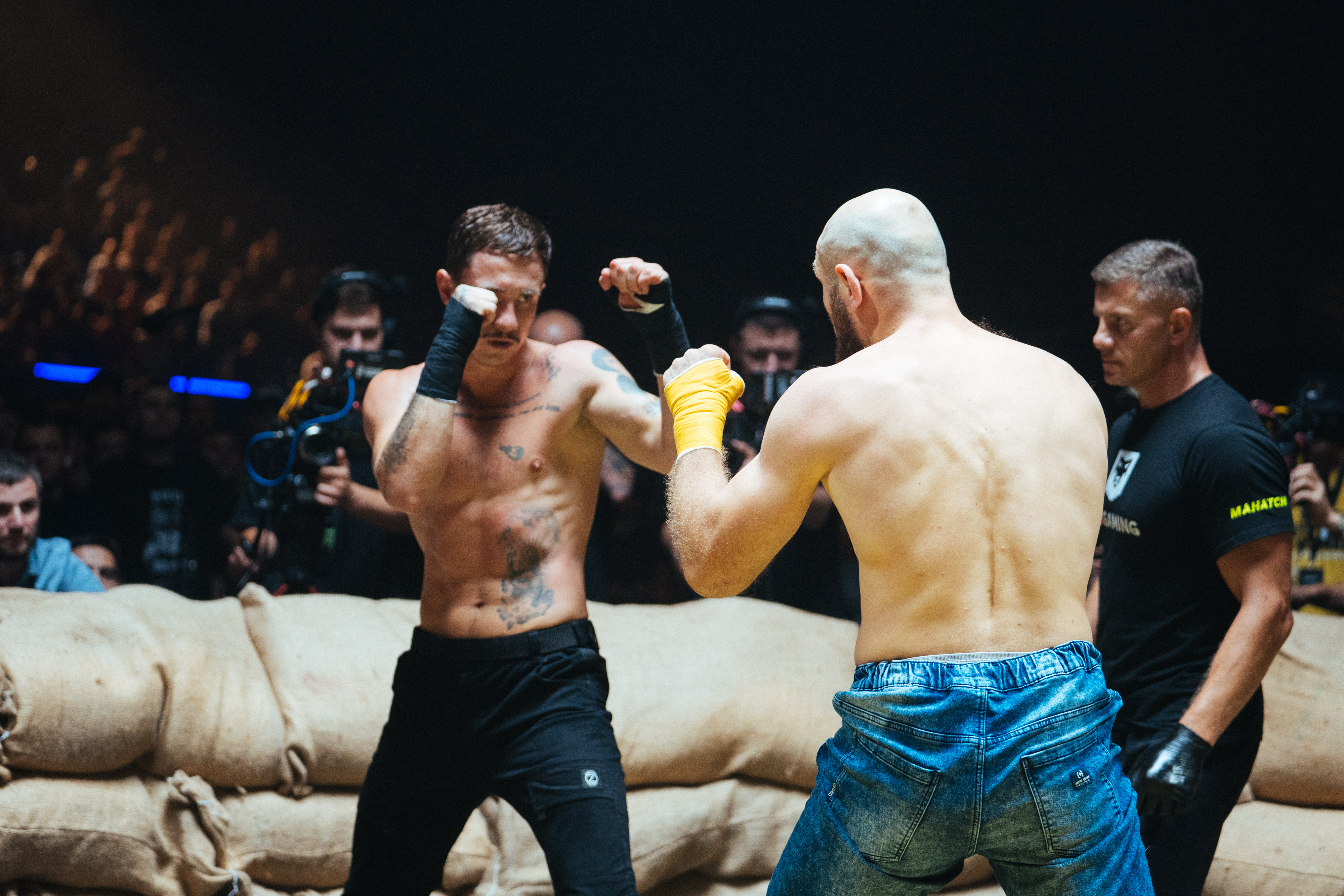

## Турниры
| Турнир на голых кулаках | Турнир по боксу |

| № | Дата            | Место                            | Турнир | Главный бой | Боёв | Примечания |
| --- | --------------- | -------------------------------- | ------ | --- | ---- | --- |
| 2022 год — 1 турнир на голых кулаках (20 поединков на голых кулаках), 2 отборочных турнира по боксу в перчатках |                 |                                  |        | |      | |
| 11 | 19 февраля 2022 | ТРЦ «Терминал», Бровары, Украина | MFC 9  | Гаджи «Автомат» Наврузов — Замиг Атакишиев Павел Павлов — Рустам «Русио» Пашаев Владислав «Скандинавский» Кукарин — Данил «Красавчик» Гребенюк Сергей Алпыспаев — Рафаиль «Метис» Аббасов Андрей «Black» Оголь — Андрей Мовчан | 20   | Прямая трансляция на UDAR и Megogo Бой за чемпионский пояс в суперлёгком весе (55-60 кг) Бой за чемпионский пояс в первом полутяжёлом весе (80-85 кг) Бой за чемпионский пояс в полусреднем весе (70-75 кг) Финал гран-при тяжёлого веса |
| 10 | февраль 2022    | ТРЦ «Терминал», Бровары, Украина | MFC S  | |      | Отборочные бои в перчатках (день 2) |
| 9 | февраль 2022    | ТРЦ «Терминал», Бровары, Украина | MFC S  | |      | Отборочные бои в перчатках (день 1) |
| 2021 год — 7 турниров (198 поединков на голых кулаках)                                                          |                 |                                  |        | |      | |
| 8 | 14 декабря 2021 | Freedom Hall, Киев, Украина      | MFC 8  | Гаджи «Автомат» Наврузов — Андрей Мовчан | 23   | Прямая трансляция на Wink и сайте Mahatch |
| 7 | 17 октября 2021 | Freedom Hall, Киев, Украина      | MFC 7  | Дмитрий Булгаков — Игорь «Lionheart» Свирид | 26   | [ 8 ] |
| 6 | 24 июля 2021    | Дворец спорта, Киев, Украина     | MFC 6  | Артём Лобов — Денис Беринчик Абубакар «Кросс» Сулейманов — Валерий «Перш» Выгонский | 35   | Прямая трансляция на Megogo по системе PPV |
| 5 | 20 июня 2021    | Киев, Украина                    | MFC 5  | Вадим «Водяха» Смолинский — Алексей Широков | 28   | |
| 4 | 25 апреля 2021  | PM Fight Academy, Киев, Украина  | MFC 4  | Дмитрий Булгаков — Роман «Ганнибал» Ярыш | 27   | |
| 3 | 7 марта 2021    | PM Fight Academy, Киев, Украина  | MFC 3  | Андрей «Fayter» Хохлов — Никита «Сырой» Сыромятников | 31   | |
| 2 | 23 января 2021  | PM Fight Academy, Киев, Украина  | MFC 2  | Николай Кеуш — Владислав «Чернобровый» Павлишен | 28   | |
| 2020 год — 1 турнир (19 поединков на голых кулаках)                                                             |                 |                                  |        | |      | |
| 1 | 28 ноября 2020  | PM Fight Academy, Киев, Украина  | MFC 1  | Антон «Берсерк» Радько — Данила «Чава» Козлов | 19   | |